# Меделничер
Меделничер (молд. Меделничер, рум. Medelnicer, от слав. medelnitsa (мѣдѣница), медный умывальник) — боярский чин в княжествах Молдавии и Валахии. Меделничер буквально означает человека, который льёт воду на руки, чтобы вымыть их перед едой. В XVI веке великий меделничер был членом совета правления.